# Syrjanka (Kolyma)
Die Syrjanka (russisch Зырянка) ist ein linker Nebenfluss der Kolyma im Norden von Ostsibirien.
Die Syrjanka entspringt im Gebirgszug Garmytschan (Гармычан) im Süden des Momagebirges. Sie durchschneidet die in NW-SO-Richtung verlaufenden Bergketten des Momagebirges und erreicht unterhalb der Mündung des Sibik (Сибик) das Kolymatiefland. Nach weiteren 106 km trifft die Syrjanka bei der gleichnamigen Siedlung städtischen Typs Syrjanka auf die Kolyma. Die Syrjanka hat eine Länge von 299 km. Ihr Einzugsgebiet umfasst 7310 km². Die Syrjanka ist zwischen Oktober und Ende Mai eisbedeckt.